# Zgubiony pieniążek
Zgubiony pieniążek (ros. Пятачок) – radziecki krótkometrażowy film animowany z 1977 roku w reżyserii Jurija Prytkowa. Scenariusz napisał Piotr Frołow.

## Obsada (głosy)
- Ludmiła Gniłowa
- Wiaczesław Niewinny
- Zinaida Naryszkina
- Maria Winogradowa